# هارالد سندبرگ (ورزشکار)
هارالد سندبرگ (انگلیسی: Harald Sandberg; ۲۲ اکتبر ۱۸۸۳ – ۲۸ نوامبر ۱۹۴۰) قایقران، و قایقران قایق بادبانی اهل سوئد بود.